# Tân Đông, Tây Ninh
Tân Đông là một xã thuộc tỉnh Tây Ninh, Việt Nam.

## Địa lý
Xã Tân Đông nằm ở phía bắc của huyện Tân Châu, có vị trí địa lý:
- Phía bắc giáp Campuchia với đường biên giới dài 14 km
- Phía tây giáp xã Tân Hà
- Phía đông giáp xã Suối Ngô
- Phía nam giáp xã Tân Hội và xã Suối Dây.

Xã Tân Đông có diện tích 86,48 km², dân số năm 2019 là 15.954 người, mật độ dân số đạt 185 người/km².

## Hành chính
Xã Tân Đông được chia thành 9 ấp: Đông Biên, Đông Hà, Đông Hiệp, Đông Lợi, Đông Thành, Đông Tiến, Kà Ốt, Suối Dầm, Tầm Phô.